# Hilltop (Minnesota)
Hilltop es una ciudad ubicada en el condado de Anoka en el estado estadounidense de Minnesota. En el Censo de 2010 tenía una población de 744 habitantes y una densidad poblacional de 2.393,83 personas por km².

## Geografía
Hilltop se encuentra ubicada en las coordenadas 45°3′13″N 93°15′1″O / 45.05361, -93.25028. Según la Oficina del Censo de los Estados Unidos, Hilltop tiene una superficie total de 0.31 km², de la cual 0.31 km² corresponden a tierra firme y (0%) 0 km² es agua.

## Demografía
Según el censo de 2010, había 744 personas residiendo en Hilltop. La densidad de población era de 2.393,83 hab./km². De los 744 habitantes, Hilltop estaba compuesto por el 70.97% blancos, el 11.29% eran afroamericanos, el 1.61% eran amerindios, el 2.69% eran asiáticos, el 0% eran isleños del Pacífico, el 6.85% eran de otras razas y el 6.59% pertenecían a dos o más razas. Del total de la población el 16.94% eran hispanos o latinos de cualquier raza.